# L'altra verità (film)
L'altra verità (Route Irish) è un film del 2010 diretto da Ken Loach.
Il titolo originale si riferisce alla designazione militare della strada che collega la città di Baghdad al suo aeroporto internazionale.
È stato presentato in concorso al 63º Festival di Cannes ed è stato candidato per il Premio Magritte per il miglior film straniero in coproduzione ai Premi Magritte 2012.

## Trama
A Liverpool, al funerale del suo amico Frankie Bishop, morto a Baghdad nell'esplosione del mezzo blindato, Fergus Molloy viene avvicinato da Haines, il direttore della compagnia militare privata per la quale entrambi lavoravano, che fa un elogio di Frankie e del suo operato, parlando dei contractors come nuovi eroi contemporanei.
Le spiegazioni sulle circostanze della morte che i responsabili della compagnia, Haines e Walker, danno ai familiari, non convincono Molloy, al quale per altro viene consegnato un pacchetto riservatissimo contenente un cellulare arabo, mandatogli proprio dall'amico defunto.
Con l'aiuto di un musicista iracheno, Fergus scopre nel contenuto del cellulare un video che mostra la squadra di Frankie uccidere un'intera famiglia irachena innocente e i due bambini testimoni. L'episodio è avvenuto poche settimane prima della morte di Frankie che nel video è scosso e si ribella all'operato dei suoi compagni. Fergus comincia ad indagare grazie ai suoi contatti ancora in Iraq capendo che l'episodio è stato insabbiato contro la volontà di Frankie di fare giustizia.
Intanto tra Rachel, la vedova di Frankie, e Fergus, dopo un iniziale attrito, nasce una relazione. Nelson, il principale responsabile della strage, picchia il contatto di Fergus in Iraq e si dirige in Inghilterra. Qui picchia anche il musicista iracheno sottraendogli il cellulare e tutte le prove del suo misfatto. Ma Fergus riesce a catturarlo e, torturandolo con la tecnica del waterboarding, gli estorce la confessione che si aspettava: ad uccidere Frankie è stato lui.
Ucciso Nelson, Fergus adempie al suo dovere di informare la mamma dei bambini testimoni della strage che vennero uccisi. Così, con l'amico iracheno telefona alla donna raccontando tutta la storia. Alla promessa di un risarcimento la donna addolorata e sdegnata porge un secco rifiuto.
Dall'Afghanistan torna finalmente Jamie, un meccanico fidatissimo che Fergus attendeva per avere delucidazioni su cosa fosse realmente accaduto in quei giorni in Iraq. Di fronte all'altro reduce Craig, rimasto cieco, Jamie svela la sua verità in un crescendo drammatico che smonta le certezze di Fergus. Risulta chiarito che dopo quel fattaccio Frankie fosse inviso a tutta la compagnia per il suo comportamento e per l'occultamento di quel telefonino con prove compromettenti. Ma è altrettanto chiaro che il "nemico" Nelson non fu direttamente coinvolto, come in effetti detto chiaramente sotto tortura, prima che gli venisse estorta la confessione: il giorno dell'incidente si trovava in Afghanistan. La responsabilità dell'incidente è da attribuire ai capi che mandarono Frankie in missione per intere settimane e senza motivo, sulla terribile Route Irish con un mezzo inadeguato.
Così a Fergus, chiusosi in se stesso, e ormai totalmente incapace di ritornare alla vita da civile, rimane una sola cosa da fare: uccidere Haines e Walker, i viscidi capi che hanno causato la morte di Frankie. Eliminati i due con un'autobomba e salutata l'amata Rachel con un messaggio telefonico, Fergus si getta in mare da un traghetto.

## Produzione
Il film segna il ritorno di Chris Menges come direttore della fotografia per Ken Loach.
Le riprese sono state effettuate tra Liverpool e la Giordania. Il film sfrutta anche molto materiale documentaristico girato proprio in Iraq.

### Cast
Il personaggio di Craig è interpretato da un reale reduce dell'Iraq, Craig Lundberg.